# Parents par accident
Parents par accident (Accidentally on Purpose) est une série télévisée américaine en 18 épisodes de 22 minutes, créée par Claudia Lonow et basée sur le roman éponyme de Mary F. Pols, diffusée du 21 septembre 2009 au 21 avril 2010 sur CBS et en simultané sur Citytv au Canada.
En France, la série est diffusée depuis le 6 avril 2012 sur Téva puis du 5 octobre 2011 au 20 octobre 2011 sur M6 et en Belgique, à partir du 10 juillet 2011 sur RTL-TVI puis rediffusée depuis le 24 janvier 2013 sur Plug RTL.

## Synopsis
Après une énième rupture avec son patron, Billie se console juste le temps d'un soir avec un homme plus jeune qu'elle. Elle se retrouve accidentellement enceinte et décide de garder le bébé. Billie et Zach, le père du bébé, arrivent alors à un compromis : cohabiter platoniquement et élever le bébé.

## Fiche technique
- Pays d'origine : États-Unis
- Langue : Anglais
- Genre : Sitcom
- Durée : 22 minutes

## Distribution

### Acteurs principaux
- Jenna Elfman (V. F. : Maïk Darah) : Billie Chase
- Jon Foster (V. F. : Tanguy Goasdoué) : Zach Crawchuck
- Ashley Jensen (V. F. : Vanina Pradier) : Olivia
- Nicolas Wright (V. F. : Guillaume Lebon) : Davis
- Grant Show (V. F. : Thierry Ragueneau) : James
- Lennon Parham (en) (V. F. : Valérie Nosrée) : Abby Chase

### Acteurs récurrents
- Pooch Hall (V. F. : Pascal Nowak) : Ryan
- Larry Wilmore (V. F. : Pascal Casanova) : Dr Roland
- Bryan Cuprill (V. F. : Pierre Tessier) : Nick

- Version française :
  -  Adaptation des dialogues : Catherine Zitouni, Tim Stevens et Sabrina Boyer

## Épisodes
1. Erreur de genèse (Pilot)
2. Dans quel état j'ère (Memento)
3. Plaisirs solitaires (One Night Stand)
4. Accords à corps (The Date)
5. Procuration sexuelle (The Love Guru)
6. Rien ne va plus (Fight Club)
7. Des parrains presque parfaits (The Godfather)
8. Crabes attacks (The Third Man)
9. Max la menace (Working Girl)
10. Fibre maternelle (Class)
11. Petits mensonges en famille (It Happened One Christmas)
12. Harmonies d'amis (The Odd Couples)
13. Duos gagnant (The Rock)
14. Fais-moi une place (Attack of The 50 Foot Woman)
15. Gros pied, bon œil (Back to School)
16. Une Nounou pas d'enfer (Face Off)
17. En Avant-première - 1re partie (Speed (Part 1))
18. La Dernière séance - 2e partie (Speed (Part 2))

## Commentaires
- Le 8 mai 2012, CBS a annoncé qu'elle mettait fin à la série après seulement une saison[3].

- Jenna Elfman, l'actrice principale qui campe le rôle de Billie Chase était également enceinte lors du tournage de la série[4].